# Шелеговка (Смоленская область)
Шелеговка — деревня в Монастырщинском районе Смоленской области России. Входит в состав Гоголевского сельского поселения. Население — 2 жителя (2024 год).
Расположена в западной части области в 25 км к юго-западу от Монастырщины, в 54 км западнее автодороги А141 Орёл — Витебск, в 59 км восточнее деревни расположена железнодорожная станция Васьково на линии Смоленск — Рославль. В 12 км от деревни расположен белорусский город Мстиславль. В 5 км от деревни расположен Свято-Успенский Пустынский монастырь. Вдоль деревни протекает Речка Кохля. В 2-х км от деревни протекает река Вихра — приток реки Сож.

## История
В годы Великой Отечественной войны деревня была оккупирована гитлеровскими войсками в июле 1941 года, освобождена в сентябре 1943 года.
В лесу возле деревни находится братская могила времён Великой Отечественной войны.

Знаменитые земляки нашего края.
Смычков Валентин Федорович
Смычков Валентин Федорович родился 19 апреля 1936 года в деревне Шелеговка Монастырщинского района.
В 1963 году окончил лечебный факультет Смоленского государственного медицинского института. Всю жизнь посвятил кафедре фармакологии, которой руководил в 1991-1999 годах. В 1966 году защитил кандидатскую диссертацию, а в 1994 году утверждён в должности профессора кафедры фармакологии. Основное научное направление — фитотерапия, В. Ф. Смычковым опубликовано свыше 125 научных работ, в том числе 1 монография, ему принадлежат 11 рационализаторских предложений и 1 изобретение. С 1991 года возглавлял Смоленское отделение Российского общества фармакологов.
Умер 8 декабря 2011 года. Похоронен на кладбище в поселке Катынь Смоленского района.